# Anna-Karin Kammerling
Anna-Karin Kammerling (Malmö, 19 oktober 1980) is een Zweeds topzwemster, gespecialiseerd op de vlinder- en vrije slag, die haar internationale doorbraak beleefde bij de Europese kampioenschappen kortebaan (25 meter) in Sheffield (1998). 
Daar legde de pupil van trainer-coach Hans Bergquist beslag op de zilveren medaille op de 50 meter vlinderslag in een tijd van 26,30. Minder dan een jaar later, bij de Europese kampioenschappen langebaan (50 meter) in Istanboel, won de sprintster de titel op datzelfde onderdeel (26,29). 
Kammerling komt het best tot haar recht op de kortebaan. Al vestigde ze in 2002, bij de Europese kampioenschappen langebaan in Berlijn, een wereldrecord op haar favoriete, maar niet-olympische nummer, de 50 meter vlinderslag, met een tijd van 25,57.
Op diezelfde 50 meter vlinderslag wist Kammerling tijdens de EK kortebaan 2005 de gouden medaille te veroveren in een tijd van 26,05 waarmee ze Inge Dekker voorbleef. Tevens behaalde ze op dit kampioenschap een bronzen medaille op de 50 meter vrije slag.
In haar actieve tijd was ze aangesloten bij Sundsvalls SS.